# إميلي دي رافن
إميلي دي رافن (بالإنجليزية: Emilie de Ravin)‏ ممثلة أسترالية من مواليد 27 ديسمبر 1981 في مونت إليزا بأستراليا.

## جوائز
حاصلة على جائزة نقابة ممثلي الشاشة 2005 لأفضل مجموعة عن دورها في مسلسل لوست.

## الأعمال
- 2010-2004: لوست.
- 2009: أعداء الشعب.
- 2010: تذكرني.

## روابط خارجية
- إميلي دي رافن على موقع IMDb (الإنجليزية)
- إميلي دي رافن على موقع ألو سيني (الفرنسية)
- إميلي دي رافن على موقع تيرنر كلاسيك موفيز (الإنجليزية)
- إميلي دي رافن على موقع أول موفي (الإنجليزية)
- إميلي دي رافن على موقع بوكس أوفيس موجو (الإنجليزية)
- إميلي دي رافن على موقع قاعدة بيانات الأفلام السويدية (السويدية)
- إميلي دي رافن على موقع إن إن دي بي (الإنجليزية)
- إميلي دي رافن على موقع قاعدة بيانات الفيلم (الإنجليزية)
- إميلي دي رافن على موقع كينوبويسك (الروسية)